# 행정주체
행정주체(行政主體)란 행정법 관계에서 행정권을 행사하고 그 행위의 법적 효과가 궁극적으로 귀속되는 당사자를 말하며 행정기관과는 구별된다. 즉 공권력 작용, 특히 행정 작용에서 그 주체인 행정 기관을 지칭하는 말로 공사법(公私法) 이분론에 근거하고 있는 대륙법 체계에서 발달되어 온 개념이다. 국민은 사법 관계에서는 주체이나, 공법 관계에서는 객체이다.

## 같이 보기
- 행정
- 공법 / 사법